# Mindestbemessungsgrundlage
Die Mindestbemessungsgrundlage ist ein Begriff aus dem deutschen Rechtswesen und wird in verschiedenen Bereichen gebraucht. Sie ist als untere Grenze eines Betrages in geldwerter Form zu verstehen. Grundlegendes Prinzip einer Mindestbemessungsgrundlage ist, dass bei Unterschreiten der durch sie definierten Grenze anstelle des tatsächlichen Betrages der als Mindestbemessungsgrundlage festgelegte Betrag für Berechnungszwecke angesetzt wird.

## Sozialversicherung

### Gesetzliche Kranken- und Pflegeversicherung
In der Sozialgesetzgebung beschreibt die Mindestbemessungsgrundlage einen Betrag, der fiktiv anstelle der tatsächlich erzielten Einkünfte der Beitragsberechnung von freiwillig Versicherten in der gesetzlichen Kranken- und Pflegeversicherung zugrunde gelegt wird, wenn ihre tatsächlichen Einkünfte unter dieser Grenze liegen.
In ihrer Höhe wird sie jährlich neu festgelegt und bemisst sich pro Tag als 90. Teil der monatlichen Bezugsgröße, beschlossen vom Bundeskabinett, die wiederum das aufgerundete Durchschnittsentgelt der gesetzlichen Rentenversicherung im vorigen Kalenderjahr abbildet.
- Beispiel:

Berechnung der Mindestbemessungsgrundlage 2024:
Bezugsgröße: 3535,-- €
3535 / 90 * 30 Tage = 1178,33 €
Die Mindestbemessungsgrundlage für freiwillig Versicherte in der GKV ist aktuell (2024) auf 1.178,33 € (monatlich) festgesetzt.
- Konkrete Auswirkung:

Der Versicherte muss einen Versicherungsbeitrag aufbringen, als hätte er Einkünfte in Höhe der Mindestbemessungsgrenze.

### Rentenversicherung
In der gesetzlichen Rentenversicherung ist die Mindestbemessungsgrundlage definiert als die am 1. Januar des jeweiligen Kalenderjahres geltende Geringfügigkeitsgrenze, die wiederum, auf volle Euro gerundet, als der durch 3 geteilte 130-fache allgemeine gesetzliche Mindestlohn festgelegt ist.
- Beispiel:

Berechnung der Mindestbemessungsgrundlage 2024:
Mindestlohn: 12,41 €
12,41 € * 130 / 3 = 537,76 €
aufgerundet zu 538,-- €
Die Mindestbemessungsgrundlage für die gesetzliche Rentenversicherung ist aktuell (2024) auf 538 € festgesetzt.

## Umsatzsteuer
Im deutschen Umsatzsteuerrecht ist die Mindestbemessungsgrundlage für die Berechnung der Umsatzsteuer in besonderen Fällen notwendig.
Eine solche ist anzusetzen, wenn das vereinbarte Entgelt mit bestimmten Personen zu niedrig ist.
Ist das entrichtete Entgelt niedriger als der in § 10 (4) UStG in Betracht kommende Wert, muss anstelle des Entgelts der betreffende Mindestwert der Umsatzsteuer unterworfen werden.
Die Umsatzsteuer für den Unternehmer errechnet sich somit nicht nach dem vereinbarten Entgelt, sondern nach der Mindestbemessungsgrundlage.
Mit dieser Regelung soll sichergestellt werden, dass diese Umsätze umsatzsteuerlich genauso behandelt werden wie eine unentgeltliche Lieferung oder sonstige Leistung.
Ansonsten könnte die Umsatzbesteuerung umgangen werden, indem z. B. ein symbolisches Entgelt von 1 € vereinbart worden wäre.
Ziel dieser Regelung ist es, den Endverbraucher möglichst vollständig und gleichmäßig mit Umsatzsteuer zu belasten.
Nach § 10 (5) UStG gilt die Mindestbemessungsgrundlage für folgende Umsätze:
- Ein Unternehmer erbringt eine Lieferung oder sonstige Leistung an seine Arbeitnehmer oder deren Angehörige aufgrund des Arbeitsverhältnisses.
- Ein Einzelunternehmer erbringt eine Lieferung oder sonstige Leistung an eine ihm nahe stehende Person.
- Eine Gesellschaft (Körperschaft und Personenvereinigung, nichtrechtsfähige Personenvereinigung, Gemeinschaft) erbringt eine Lieferung oder sonstige Leistung an ihre Anteilseigner, Mitglieder, Gesellschafter, Teilhaber oder diesen nahe stehende Personen.

Die nachstehenden Fälle zeigen beispielhaft, in welcher Höhe die Mindestbemessungsgrundlage anzusetzen ist:
Beispiel (1)
Ein Einzelunternehmer liefert an seinen Schwiegersohn einen neuen Pkw für 20.000 €. Diesen Pkw hätte er normalerweise für 40.000 € an einen Fremden verkauft. Der Einkaufspreis des Fahrzeuges betrug 30.000 € zuzüglich 5.700 € Umsatzsteuer.
Lösung: Für diesen Umsatz ist die Mindestbemessungsgrundlage der Nettoeinkaufspreis des Fahrzeuges in Höhe von 30.000 €.
Beispiel (2)
Die Kleiderherstellerin K GmbH aus München verkauft an die Tochter T1 des Alleingesellschafters, die in Hamburg ein Bekleidungsgeschäft betreibt, 10 Abendkleider zum Preis von insgesamt 500,00 € zuzüglich 19 % Umsatzsteuer. Die Herstellungskosten betrugen 800,00 €. K verkauft sie üblicherweise an andere Kunden für 1.000,00 €.
Lösung: Die K GmbH muss für die Lieferung der Abendkleider Umsatzsteuer in Höhe von 152,00 € (= 19 % auf 800,00 €) entrichten, da ihre Herstellungskosten höher sind als der vereinbarte Preis und die Lieferung an eine nahe stehende Person des Gesellschafters erfolgt. Sie kann der Tochter T1 allerdings eine Rechnung über die höhere Bemessungsgrundlage ausstellen, damit diese den vollen Vorsteuerabzug in Anspruch nehmen kann. Dadurch entsteht bei beiden grundsätzlich keine zusätzliche steuerliche Belastung.